# 洞川電気索道
洞川電気索道（どろがわでんきさくどう）または洞川索道、洞川鉄索（どろかわてっさく）は、かつて存在した物資専用索道会社。奈良県吉野郡大淀町と天川村洞川を結んだ。付近を並行して走っていた日本鋼管（現：JFEホールディングス）の鉱石運搬専用の索道についても述べる。

## 概要
紀伊山地に位置し深い山々に囲まれた奈良県南部（吉野郡）は、明治に入ると馬車などが通れるような山越えの道路が整備され始める。しかし、険しい山越えの道は大量に物資を運ぶにはまだまだ不十分であった。そのため大量の物資を確実に運ぶために下市町、丹生村（今の下市町）、黒滝村、天川村の有志、また大阪や国中（奈良盆地）に住む山持ち（地主）らが資金を出し合い1913年（大正2年）に「株式会社洞川鉄索」を設立する（資本金約25万円）。索道は当初、洞川村から現在の下市町立下市中学校あたりまでを結んでいたが、1917年（大正6年）には、吉野川（紀の川）を越えて大淀町の下市口駅付近まで延長され、延長12哩の路線が全通した。洞川からは産出される木材が運び出され、下市からは生活物資が洞川へと運び込まれ、1日に何十トンもの物資が運搬されたという。その後、道路が整備されトラックによる輸送が発達すると1934年（昭和9年）に撤去される。
経由地は以下の通り。なお、運送賃は米1俵20銭、炭1俵12銭だった。
- 洞川－川合－笠木－桂原－長瀬－広橋峠－善城－下市－下市口駅付近

なお、経由地には駅が設けられ、駅へと通ずる道が作られた。また笠木駅から宗桧村の川股鉱山（五條市西吉野町西日裏付近）まで支線を設けて鉱石の運搬も数年間行っていた。
第五期営業報告書による大正4年2月から5月までの長瀬駅と笠木駅の取扱貨物量は以下の通りだった。括弧内は収入。
- 長瀬駅

2月 18,235貫（56.560円）
3月 10,060貫（51.810円）
4月 7,530貫（34.930円）
5月 24,159貫（110.925円）
- 笠木駅

2月 22,714貫（84.900円）
3月 17,350貫（85.535円）
4月 29,699貫（156.465円）
5月 25,007貫（136.690円）

### 馬車（人車）鉄道計画
洞川電気索道は同社が運営する索道に並行して軌道を敷設し、索道では運べない容積大なる物や重量物を馬力及び人力で輸送する計画を立て、1921年7月に軌道敷設特許を取得したが1925年5月に失効となった。

## 輸送・収入実績
| 年度 | 貨物総量（トン） | 賃金（円） |
| ---- | ---------------- | ---------- |
| 1923 | 3,564,524        | 119,020    |
| 1924 | 21,402,240       | 137,368    |
| 1925 | 2,157,311        | 80,663     |
| 1926 | 907,955          | 30,500     |
| 1927 |                  |            |
| 1928 | 1,541,600        | 44,311     |
| 1929 | 1,438,422        | 41,350     |
| 1930 | 4,397,575        | 33,116     |
| 1931 | 3,854,518        | 20,948     |
| 1932 | 36,748           | 1,935      |
| 1933 | 休業中           |            |

- 奈良県統計書各年度版（国立国会図書館デジタルコレクション）

## 電気事業
吉野郡天川村、黒瀧村、丹生村に電気を供給していたが、1921年3月受電していた大和電気に電気事業を譲渡している。

## 日本鋼管の索道
かつて天川村中城の観音峯山中腹には大峯鉱山と呼ばれる鉱山があった。『大阪鉱務署管内鉱区一覧』では大正7年版（1918年）から記載があり磁鉄鉱などの鉱物資源が採れた。日本鋼管が、この鉱石を運び出すために観音峯山から南葛古瀬（今の御所市古瀬。吉野口駅付近）へと通ずる延長23.8kmの専用索道・通称大峯索道（おおみねさくどう）を1917年（大正6年）に開設し、翌年7月から運転を開始した。この索道の動力は、途中の阿知賀で大阪ガス製100馬力発動機を取り付け長瀬まで運転し、長瀬で50馬力に変えて運転したという。
鉱石運搬は1921年（大正10年）まで続いたが、早々に専用索道から貨物用索道に転換された。『架空鉄索道台帳』によると1919年（大正8年）8月8日に免許申請があり翌1920年（大正9年）1月24日に認可されている。洞川駅（鉱山口）、虻峠駅（天川村洞川）、阿知賀駅（下市町）、吉野口駅の4駅があったが、臨時に黒木辻（笠木峠東方）や深谷（天川村川合）に駅を設けて貨物の積み込みを行うこともあった。洞川電気索道と競合したはずだが扱う荷物を洞電側と協議するなどして共存が図られていたようである。
経由地は以下の通り
- 観音峯山－洞川口－笠木－桂原－長瀬－広橋－岩森－阿知賀－南葛古瀬（吉野口駅付近）

また貨物索道となってからは大阪荷箱株式会社（この会社は弥山川の奥地で伐採し索道で天川村沢谷に搬出し、製板して荷箱材料を製造していた）の索道も接続した。天川村発行『天川村ガイドブック』などには、天川村沢谷から虻峠に伸びる索道や搬器の「吉ノ口行」の文字を読み取れる古写真が掲載されており、この索道を撮影したものであることがわかる。
貨物用索道に転用され延命した大峯索道ではあったが、1929年（昭和4年）頃まで使われたものの翌年には休止。昭和10年前後に撤収された。
観音峯山南側のハイキング道脇に鉱山施設の遺構があるが、そこから約50m西の地点に事務所跡・索道駅跡と推定されるコンクリート基礎群が残っている。また旧笠木峠道の脇（北緯34度16分11.0秒 東経135度50分31.1秒 / 北緯34.269722度 東経135.841972度）にコンクリート塊が残る平場があり黒木辻駅跡と推定されるが、洞川電気索道の遺構である可能性もある。阿知賀駅跡は近年の再開発で掘り返されており姿を留めていない。吉野口駅跡は鉄道駅の北西にある畑（北緯34度25分23.0秒 東経135度44分59.9秒 / 北緯34.423056度 東経135.749972度）に基礎が一つ残っている。かつてはJR線から索道駅への引き込み線もあったという。
| 年度 | 貨物総量（トン） | 賃金（円） | 距離（哩） |
| ---- | ---------------- | ---------- | ---------- |
| 1923 | 552,800          | 6,600      | 8.7        |
| 1924 | 530,000          | 31,800     | 8.7        |
| 1925 | 797,000          | 7,970      | 8.7        |
| 1926 | 9,460            | 14,559     | 31,0       |
| 1927 |                  |            |            |
| 1928 | -                | -          | -          |
| 1929 | -                | -          | -          |
| 1930 | 休業中           |            |            |

- 奈良県統計書各年度版、1927年版は欠本（国立国会図書館デジタルコレクション）